# Union Günnigfeld
Union Günnigfeld (offiziell: Sportverein Union Günnigfeld 1911 e. V.) war ein Sportverein aus dem Bochumer Stadtteil Günnigfeld. Die erste Fußballmannschaft spielte 14 Jahre lang in der höchsten westfälischen Amateurliga.

## Geschichte
Der Verein wurde am 8. Juli 1911 als Ballspielverein Günnigfeld gegründet und 20 Tage später in Union Günnigfeld umbenannt. Zwei Jahre später wurde der Verein in den Westdeutschen Spiel-Verband aufgenommen. Nach dem Zweiten Weltkrieg stieg die Union 1949 in die Landesliga Westfalen auf, die seinerzeit die höchste westfälische Amateurliga war. Dort gelang der Mannschaft in der Aufstiegssaison 1949/50 die Qualifikation für die eingleisige Landesliga. Zwei Jahre später rettete nur die Aufstockung der Landesliga von einer drei- in eine fünfstaffelige Spielklasse die Union vor dem Abstieg. Im Jahre 1955 wurden die Günnigfelder Vizemeister der Landesligastaffel 3 hinter Eintracht Gelsenkirchen. 7.000 Zuschauer verfolgten das Spitzenspiel in Günnigfeld, das mit einem 1:1 endete.
Union qualifizierte sich ein Jahr später für die neu geschaffene Verbandsliga Westfalen. Dort wurde die Mannschaft in der Auftaktsaison 1956/57 mit neun Punkten Rückstand auf die Sportfreunde Gladbeck Vizemeister der Gruppe 2. In der Folgezeit verlor der Verein zahlreiche Leistungsträger und konnte nicht mehr an diesen Erfolg anschließen. Nach mehreren Jahren Abstiegskampf musste Union 1963 aus der Verbandsliga absteigen. Es war der erste von drei Abstiegen in Folge, die die Günnigfelder 1965 in die Kreisklasse führten. Ein Wiederaufstieg zur Bezirksliga endete 1973 mit dem Abstieg, übrigens per 1:3 gegen den ebenfalls ruhmreichen und "abgestürzten" SV Sodingen. Von 1978 bis 1981 und von 1982 bis 1985 erreichte der Verein noch einmal die Bezirksliga.

## Persönlichkeiten
Bekanntester Spieler von Union Günnigfeld war Willi Schulz, besser bekannt als „World-Cup-Willi“. Schulz debütierte am 20. Dezember 1959 in der deutschen Nationalmannschaft und wurde 1966 Vizeweltmeister. Mit Wilhelm Sturm brachte Union einen weiteren Nationalspieler hervor, der mit Borussia Dortmund 1966 den Europapokal der Pokalsieger gewann. Hans Kleina spielte für Rot-Weiss Essen und den FC Schalke 04 in der seinerzeit erstklassigen Oberliga West.

## Nachfolgeverein VfB Günnigfeld

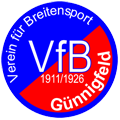
Logo des VfB Günnigfeld

Im Jahr 2000 fusionierte die Union mit dem im Oktober 1926 gegründeten Verein DJK Westfalia Günnigfeld zum VfB Günnigfeld. Die Fußballer der DJK Westfalia wurden fünf Mal Verbandsmeister bei den Fußballmeisterschaften der Deutschen Jugendkraft. Mit der Fusion ging es für den Günnigfelder Fußball wieder nach oben. Schon zwei Jahre nach dem Zusammenschluss stieg der VfB in die Bezirksliga auf, ehe es 2004 rauf in die Landesliga ging. Nach sieben Jahren folgte der Abstieg in die Bezirksliga. Im Jahre 2013 wurde der VfB Vizemeister hinter dem SV Horst Emscher 08 und scheiterte in der Aufstiegsrelegation an Rot-Weiß Deuten. Nur ein Jahr später gelang dann der Aufstieg. Im Jahre 2019 musste der VfB unter Trainer Sascha Wolf wieder in die Bezirksliga absteigen. Fünf Jahre später ging es hinunter in die Kreisliga A, wo er zusammen mit der zweiten Mannschaft in der Saison 2024/25 spielt. Ein Jahr später wurde die Mannschaft Vizemeister hinter dem SV Türkiyemspor Bochum.
Der VfB brachte mit Ron Berlinski und Mike Terranova zwei spätere Profis hervor, während mit Peter Közle ein Ex-Profi seine Karriere beim VfB Günnigfeld ausklingen ließ.